# Carrierea dunniana
Carrierea dunniana là một loài thực vật có hoa trong họ Liễu. Loài này được H. Lév. mô tả khoa học đầu tiên năm 1911.